# Кармін (Техас)
Кармін (англ. Carmine) — місто (англ. city) в США, в окрузі Файєтт штату Техас. Населення — 244 особи (2020).

## Географія
Кармін розташований за координатами 30°8′55″ пн. ш. 96°41′26″ зх. д. / 30.14861° пн. ш. 96.69056° зх. д. (30.148530, -96.690431).  За даними Бюро перепису населення США в 2010 році місто мало площу 4,17 км², уся площа — суходіл.

### Клімат
| Клімат : Кармін         | Клімат : Кармін | Клімат : Кармін | Клімат : Кармін | Клімат : Кармін | Клімат : Кармін | Клімат : Кармін | Клімат : Кармін | Клімат : Кармін | Клімат : Кармін | Клімат : Кармін | Клімат : Кармін | Клімат : Кармін | Клімат : Кармін |
| Показник                | Січ.            | Лют.            | Бер.            | Квіт.           | Трав.           | Черв.           | Лип.            | Серп.           | Вер.            | Жовт.           | Лист.           | Груд.           | Рік             |
| Абсолютний максимум, °C | 30,0            | 30,6            | 31,7            | 33,3            | 35,0            | 37,2            | 37,8            | 41,7            | 38,9            | 37,8            | 33,9            | 29,4            | 41,7            |
| Середній максимум, °C   | 10,6            | 16,7            | 18,9            | 22,2            | 25,6            | 30,6            | 33,3            | 34,4            | 33,3            | 27,2            | 17,2            | 8,9             | 23,3            |
| Середній мінімум, °C    | 3,3             | 6,7             | 11,7            | 19,4            | 22,2            | 21,7            | 22,2            | 23,3            | 22,2            | 17,8            | 13,3            | 0,0             | 15,3            |
| Абсолютний мінімум, °C  | −17,2           | −11,1           | −10             | −0,6            | 5,6             | 10,0            | 13,3            | 12,2            | 8,3             | −5,6            | −12,2           | −16,1           | −16,1           |
| Норма опадів, мм        | 28              | 142             | 106             | 57              | 162             | 62              | 10              | 6               | 46              | 56              | 53              | 244             | 1590            |
| ----------------------- | --------------- | --------------- | --------------- | --------------- | --------------- | --------------- | --------------- | --------------- | --------------- | --------------- | --------------- | --------------- | --------------- |
| Джерело: weather.com    |                 |                 |                 |                 |                 |                 |                 |                 |                 |                 |                 |                 |                 |

## Демографія
Згідно з переписом 2010 року, у місті мешкало 250 осіб у 125 домогосподарствах у складі 75 родин. Густота населення становила 60 осіб/км².  Було 151 помешкання (36/км²).
Расовий склад населення:
| - 95,6 % — білих - 2,4 % — чорних або афроамериканців - 2,0 % — осіб інших рас |

До двох чи більше рас належало 0,0 %. Частка іспаномовних становила 8,4 % від усіх жителів.
За віковим діапазоном населення розподілялося таким чином: 14,8 % — особи молодші 18 років, 57,6 % — особи у віці 18—64 років, 27,6 % — особи у віці 65 років та старші. Медіана віку мешканця становила 52,5 року. На 100 осіб жіночої статі у місті припадало 88,0 чоловіків;  на 100 жінок у віці від 18 років та старших — 90,2 чоловіків також старших 18 років.
Середній дохід на одне домашнє господарство  становив 52 606 доларів США (медіана — 45 000), а середній дохід на одну сім'ю — 70 889 доларів (медіана — 65 417). За межею бідності перебувало 8,5 % осіб, у тому числі 0,0 % дітей у віці до 18 років та 10,6 % осіб у віці 65 років та старших.
Цивільне працевлаштоване населення становило 97 осіб. Основні галузі зайнятості: освіта, охорона здоров'я та соціальна допомога — 18,6 %, роздрібна торгівля — 13,4 %, виробництво — 13,4 %.